# Androsace delavayi
Espèce
Androsace delavayi est une espèce de plantes à fleurs de la famille des Primulacées originaire d'Asie.